# Třída Maharaja Lela
Třída Maharaja Lela (jinak též Second Generation Patrol Vessel, SGPV), je třída stealth fregat stavěných pro malajské královské námořnictvo. Jedná se o zvětšenou verzi korvet Gowind 2500, patřících do francouzské rodiny válečných lodí třídy Gowind. Původně bylo objednáno šest jednotek této třídy. Jejich stavba začala roku 2014. Program poznamenala velká zdržení, kvůli kterým bylo zvažováno i jeho zrušení. Prototyp má být dodán nejdříve v roce 2025, tedy se sedmiletým zpožděním oproti původním plánům. Roku 2023 bylo rozhodnuto o pokračování programu o zmenšení počtu plavidel na pět.

## Stavba
Plavidla typu Gowind Combat francouzské loděnice DCNS v roce 2011 zvítězila v tendru na šest korvet pro malajsijské námořnictvo. V březnu 2013 bylo na výstavě LIMA 2013 upřesněno, že malajsijská plavidla budou oproti předpokladům poněkud větší, a proto budou nadále řazeny k fregatám. Stavba celé třídy probíhá v malajské loděnici Boustead Heavy Industries Corporation Berhad (BHIC, nyní Lumut Naval Shipyard) ve městě Lumutu ve spolkovém státě Perak, která je s pomocí loděnice DCNS modernizována a do roku 2020 umožní stavbu tří fregat najednou. Stavba prototypové jednotky byla zahájena v roce 2014, přičemž ke slavnostnímu založení kýlu došlo v březnu 2016. Celá šestice měla být do služby přijata v letech 2017–2020. Prototypová jednotka byla na vodu spuštěna 24. srpna 2017.
Stavební program poznamenala četná zdržení. K roku 2020 byl program splněn na 56,7 % oproti plánovaným 85,7 %, přičemž jeho zpoždění činí 29 %, nebo 31 měsíců. Roku 2020 měly být dodány dvě jednotky, ve skutečnosti nebyla dokončena žádná. Proto byl program roku 2019 pozastaven, aby mohl být přezkoumán. Dne 5. května 2021 vláda odsouhlasila jeho obnovení. Prototyp bude hotov nejdříve v roce 2025.
V lednu 2023 nový velitel námořnictva admirál Abdul Rahman Ayob uvedl, že společně s obnovením stavby třídy se vláda rozhodla omezit počet plavidel na pět. V červenci 2023 vláda a loděnice BHIC podepsali dohodu o pokračování stavby této třídy, při redukci počtu plavidel na pět. Prototypová fregata Maharaja Lela byla 23. května 2024 podruhé spuštěna na vodu.
V případě druhé jednotky Raja Muda Nala (2502) proběhlo 8. května 2025 technické spuštění na vodu. Dne 3. července 2025 pak proběhl oficiální cemoniál pojmenování a spuštění fregaty.
Jednotky třídy Maharaja Lela:
| Jméno                 | Založení kýlu     | Spuštěna                       | Vstup do služby | Status         |
| --------------------- | ----------------- | ------------------------------ | --------------- | -------------- |
| Maharaja Lela (2501)  | 8. března 2016    | 24. srpna 2017 23. května 2024 |                 | ve stavbě      |
| Raja Muda Nala (2502) | 28. února 2017    | 8. května 2025                 |                 | ve stavbě      |
| Raja Mahadi (2503)    | 18. prosince 2017 |                                |                 | ve stavbě      |
| Mat Salleh (2504)     | 31. října 2018    |                                |                 | ve stavbě      |
| Tok Janggut (2505)    |                   |                                |                 | ve stavbě      |
| Mat Kilau (2506)      | –                 | –                              | –               | stavba zrušena |

## Konstrukce
Bojový řídící systém bude francouzského typu DCNS SETIS, 3D přehledový radar bude typu Thales SMART-S Mk.2, systém řízení palby využije střelecký radar TMX/EO Mk.2 a oprotronický systém TMEO Mk.2 firmy Rheinmetall. Fregaty budou vybaveny sonarem s měnitelnou hloubkou ponoru CAPTAS-2 a vrhači klamných cílů Wallop/Esterline SuperBarricade.
Hlavňovou výzbroj bude tvořit jeden 57mm kanón Bofors L/70 Mk3 na přídi a dvě dálkově ovládané zbraňové stanice MSI DS30M Mk 2 s jedním 30mm kanónem Mk44 Bushmaster II. Plavidla dále ponesou dva čtyřnásobné vypouštěcí kontejnery pro protilodní střely NSM, dvě osminásobná vertikální vypouštěcí sila Sylver pro protiletadlové řízené střely MBDA VL MICA a dva trojhlavňové 324mm protiponorkové torpédomety. Na zádi budou vybaveny přistávací plochou a hangárem pro jeden střední vrtulník (EC 725, Lynx či NH-90) a jeden bezpilotní prostředek.
Pohonný systém bude koncepce CODAD. Budou ho tvořit čtyři diesely MTU 20V 1163 M94, každý o výkonu 9925 hp, pohánějící dva lodní šrouby. Maximální rychlost přesáhne 28 uzlů. Plánovaný dosah je 5000 námořních mil při 15 uzlech.